# 刘承嗣 (辽朝)
刘承嗣（909年—967年），辽朝官员，唐朝幽州节度使刘仁恭的孙子，刘守奇的第四子。
因为刘守奇的兄弟刘守光囚父自立，刘守奇依附契丹。刘承嗣被任命为银青光禄大夫、守平州长史兼御史中丞。会同二年（939年），加金紫光禄大夫、检校尚书、左仆射、兼御史大夫、上柱国。辽太宗死后，刘承嗣拥立辽世宗有功。天禄元年（947年），转任司空，守右威卫将军。天禄二年（948年），转任司徒，奉宣宜州、霸州城通检户口桑柘。天禄四年（950年），担任兴州刺史、太保。辽穆宗时，在兴州修筑新城，营建寺院。应曆十二年（962年），担任骁卫将军，回到燕京，监银冶。应曆十七年（967年），在燕京去世，年五十九岁。